# Iglesia de San Francisco de Borja (Santiago de Chile)
La iglesia de San Francisco de Borja, ex capilla o iglesia del Sagrado Corazón de Jesús del Hospital San Borja, es un templo católico neogótico de 1876 patrimonial, que está destinado al servicio religioso de Carabineros de Chile. Se encuentra en la calle Carabineros 160, detrás del monumento Gloria y victoria (escultor Héctor Román) y de la Alameda Bernardo O'Higgins a la altura del número 239.

## Historia
Su construcción fue ordenada por las Hijas de la Caridad junto al desaparecido Hospital San Borja cuando este era administrado por esa congregación. La primera piedra de la iglesia fue colocada el 8 de enero de 1872, bajo la presidencia de Federico Errázuriz Zañartu y el arzobispado de Rafael Valentín Valdivieso.
De estilo neogótico e inspirada en la Sainte Chapelle de París, fue inaugurada el 4 de mayo de 1876 con el nombre de Sagrado Corazón de Jesús y servía como capilla del hospital. Los 29 vitrales, la roseta central y las imágenes fueron encargados a Francia. Las hermanas de la congregación fundada en el siglo XVII por san Vicente de Paúl para la asistencia benéfica en hospitales, asilos y hospicios habían llegado a Chile, desde Francia, durante el gobierno de Manuel Montt (1851-1861).
Existen discrepancias sobre quien fue el arquitecto que la construyó. Unos la atribuyen al británico Hovender Henry (o G. Hovenden Henry) y otros, a profesionales de origen francés. Según el libro Old Timers, British and American, in Chile (1900), de Charles F Hillman, G. Hovenden Henry, miembro del Instituto Real de Arquitectos Británicos, habría tenido bastante éxito en Santiago; enfermo, habría sido atendido en el Hospital San Borja, cuya capilla estaba siendo construida bajo su cuidado; cuando ya no pudo abandonar su pieza, ordeó que le instalaran espejos de tal manera que pudiera vigilar el trabajo de la torre. El libro dice que hizo traer los vitrales a su costa y que dejó todos sus ahorros para completar la capilla con la condición de que realizaran sus diseños.
A raíz de la remodelación del sector, la Corporación de Mejoramiento Urbano (CORMU, que hoy ya no existe) anunció en 1967 la demolición del viejo edificio del Hospital San Borja, lo que significa asimismo la eliminación de su capilla. Sin embargo, las religiosas y los médicos, así como la escuela de Arquitectura de la Universidad de Chile se movilizaron y consiguieron apoyos que permitieron suspender la decisión de demoler el templo. Finalmente, fue traspasada a Carabineros de Chile después de que el entonces ministro de Salud, Winston Chinchón Bunting, mayor de Sanidad, informara de la situación al jefe del Servicio Religioso de la institución uniformada, teniente coronel (capellán) Luis Alberto Fajardo Pincheira, quien realizó las gestiones necesarias para lograr la cesión de la iglesia. CORMU entregó el templo el 19 de noviembre de 1975 y el 23 de abril del año siguiente se produjo su recepción oficial por parte de Carabineros en una ceremonia presidida por el entonces director institucional, general César Mendoza, miembro de la Junta Militar que en 1973 había derrocado al socialista Salvador Allende.
Conocida también como iglesia de los Carabineros, en 1982 fue rebautizada en homenaje a Francisco de Borja, IV duque de Gandía, I marqués de Lombay, grande de España y virrey de Cataluña, quien después de la muerte de su esposa, Leonor de Castro, tomó los hábitos y llegó a ser general de la Compañía de Jesús. El papa Clemente X lo canonizó en 1671.

### Destrucción por actos vandálicos

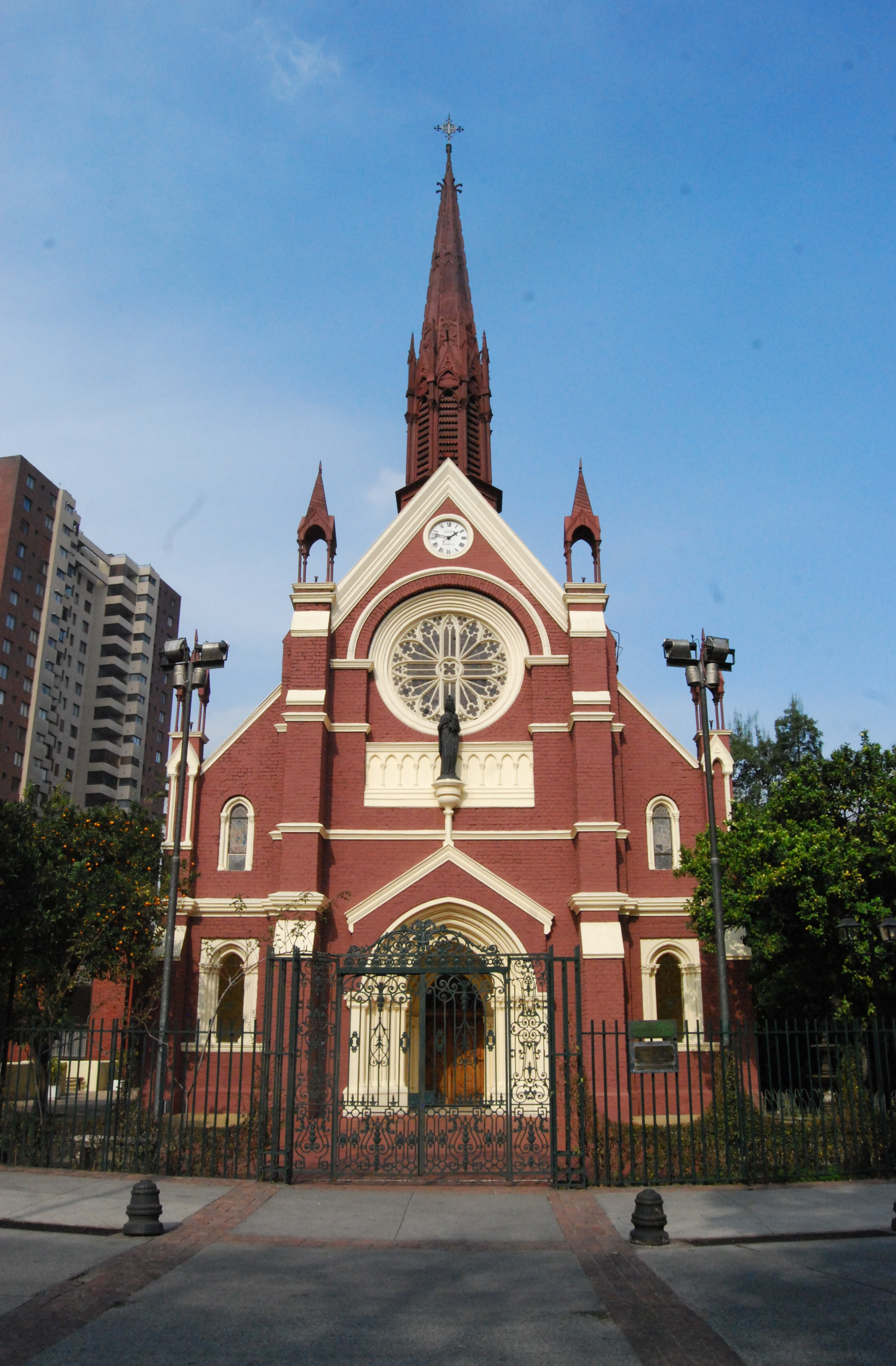
La iglesia antes de su destrucción.

El 3 de enero de 2020 un grupo de encapuchados incendió y saqueó la iglesia; nueve meses y medio más tarde, el 18 de octubre del mismo año, fue atacada e incendiada por un grupo de encapuchados, luego de que Carabineros abandonara el lugar coordinadamente, en el aniversario de las protestas contra el gobierno y a pocos días de que se celebrase un plebiscito sobre una nueva Constitución. Debido a estos ataques, quedó gravemente dañada. La iglesia contaba con 29 vitrales encargados a Francia al taller bordelés de Gustave-Pierre Dagrant y que llegaron a Chile firmados en 1875. Emilio de la Cerda, subsecretario del Patrimonio Cultural, señaló después del siniestro que “en San Francisco de Borja están los vitrales más antiguos de Chile, y eso se perdió”. “Estaban catastrados, había un proyecto para retirarlos, y ahora se ha perdido gran parte de esos vitrales”, agregó.

## Entorno
En el entorno de la iglesia se encuentran las torres San Borja, el parque homónimo, el campus Andrés Bello de la Universidad de Chile, donde se ubican las facultades de Economía y Negocios y Arquitectura y Urbanismo y el campus Casa Central de la Católica, que alberga Medicina, Derecho, Comunicaciones y Ciencias Biológicas.
Justo frente al templo, en la Alameda Bernardo O'Higgins, se alza el monumento Gloria y victoria, homenaje a los carabineros caídos en servicio, obra del escultor Héctor Román, y al lado de este, el edificio de la Mutual de Seguridad (1999; arquitecto José Gabriel Alemparte, cuando integraba la Sociedad Alemparte Barreda y Asociados). A pasos de allí hay un boca del metro Universidad Católica con unos murales de mosaico —Me lo contó un chincolito— de la artista visual Valeria Merino, instalados en 2016. Enfrente, en la acera norte de la avenida, está el Centro Cultural Gabriela Mistral (GAM).

## Piezas de arte y detalles arquitectónicos

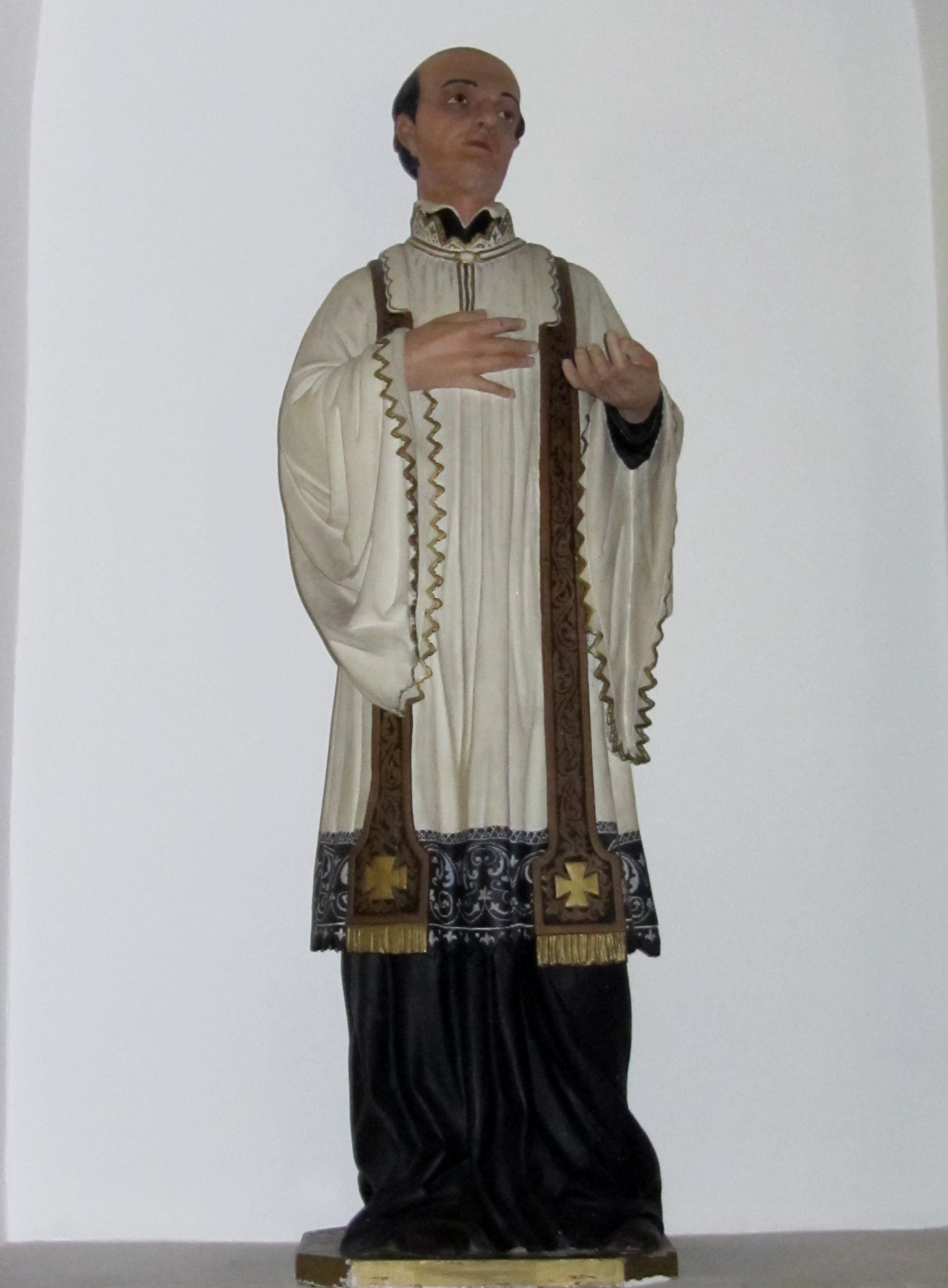
San Francisco de Borja
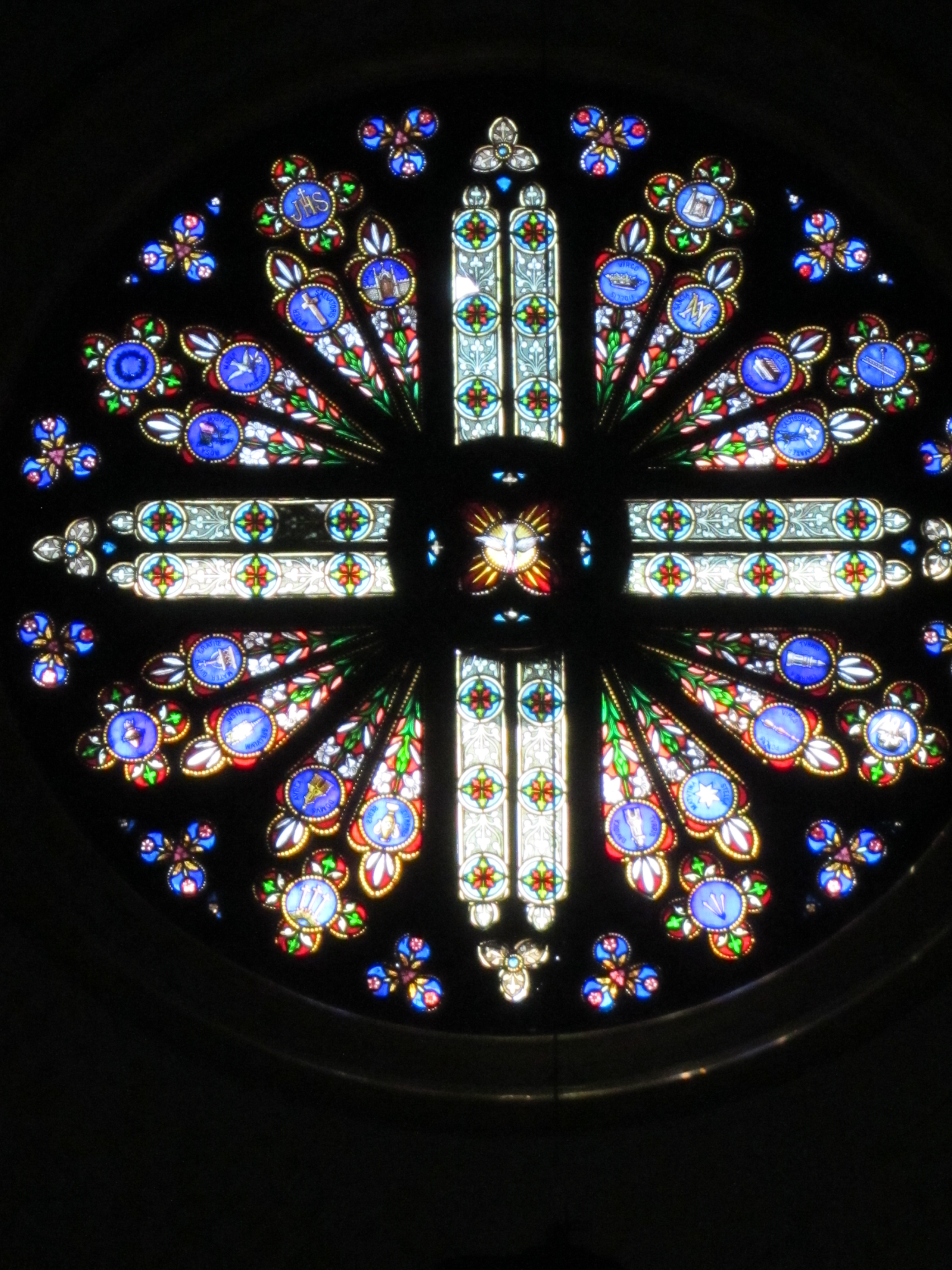
Roseta
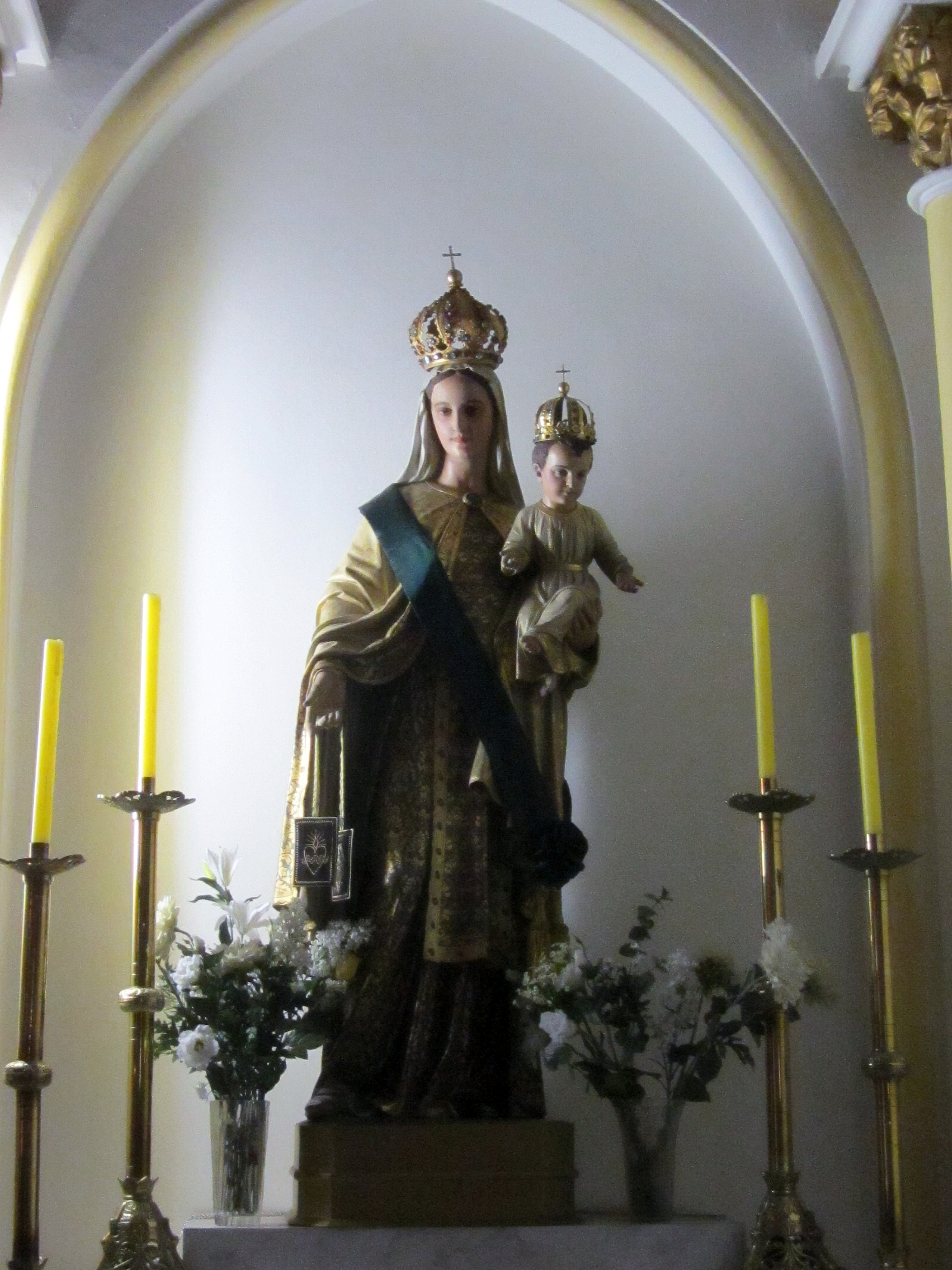
Virgen del Carmen
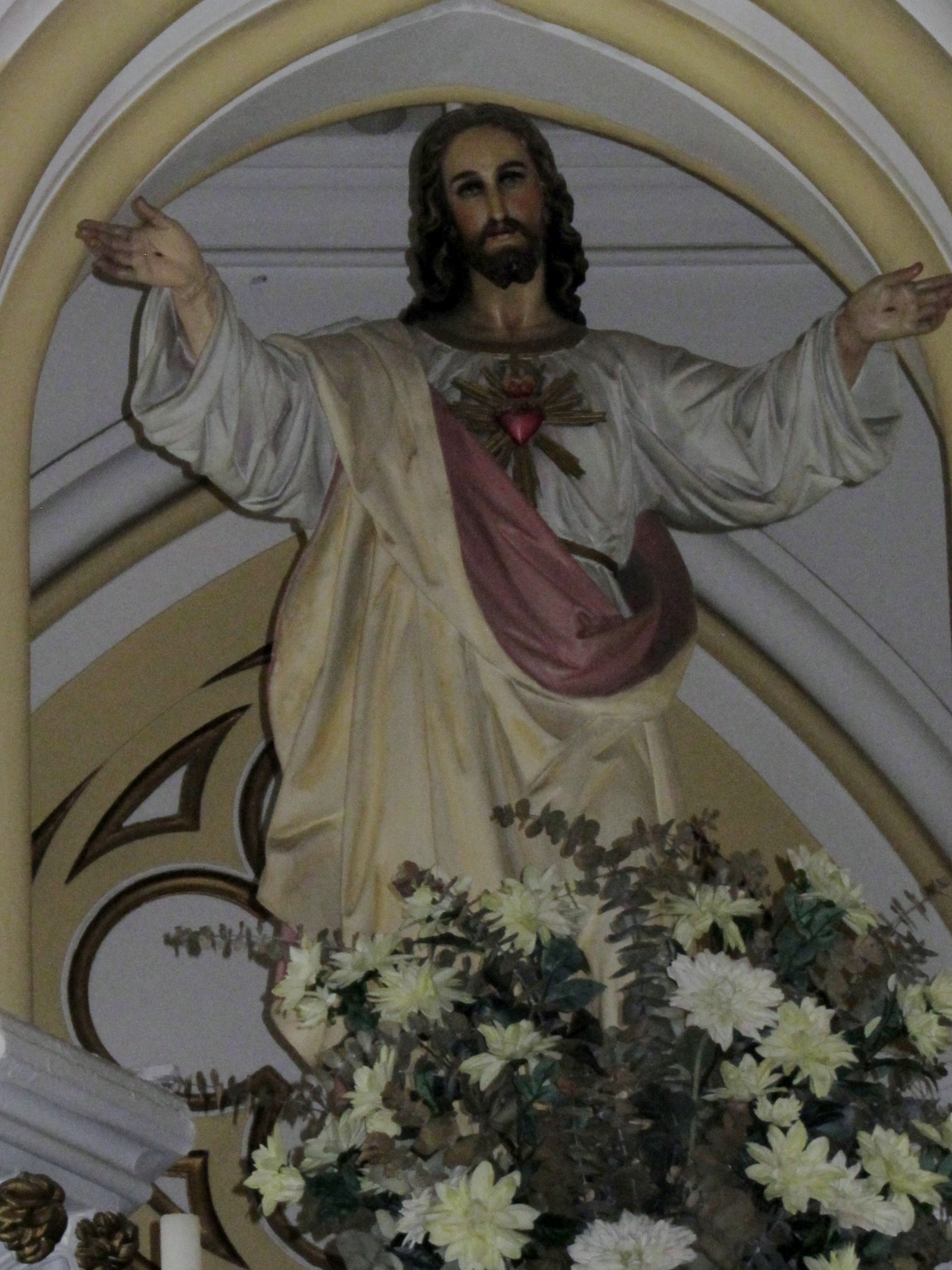
Sagrado Corazón
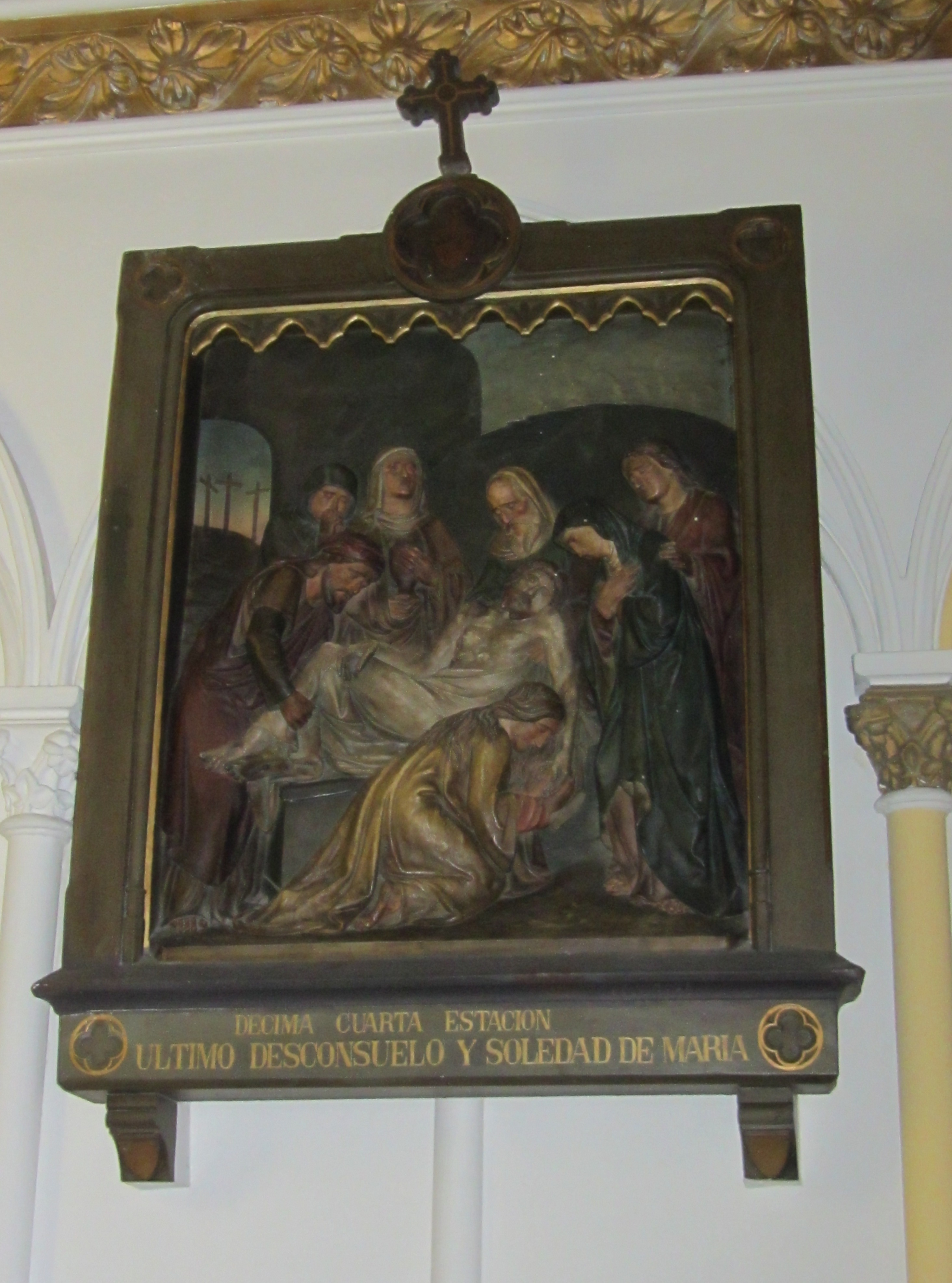
Estación del viacrucis
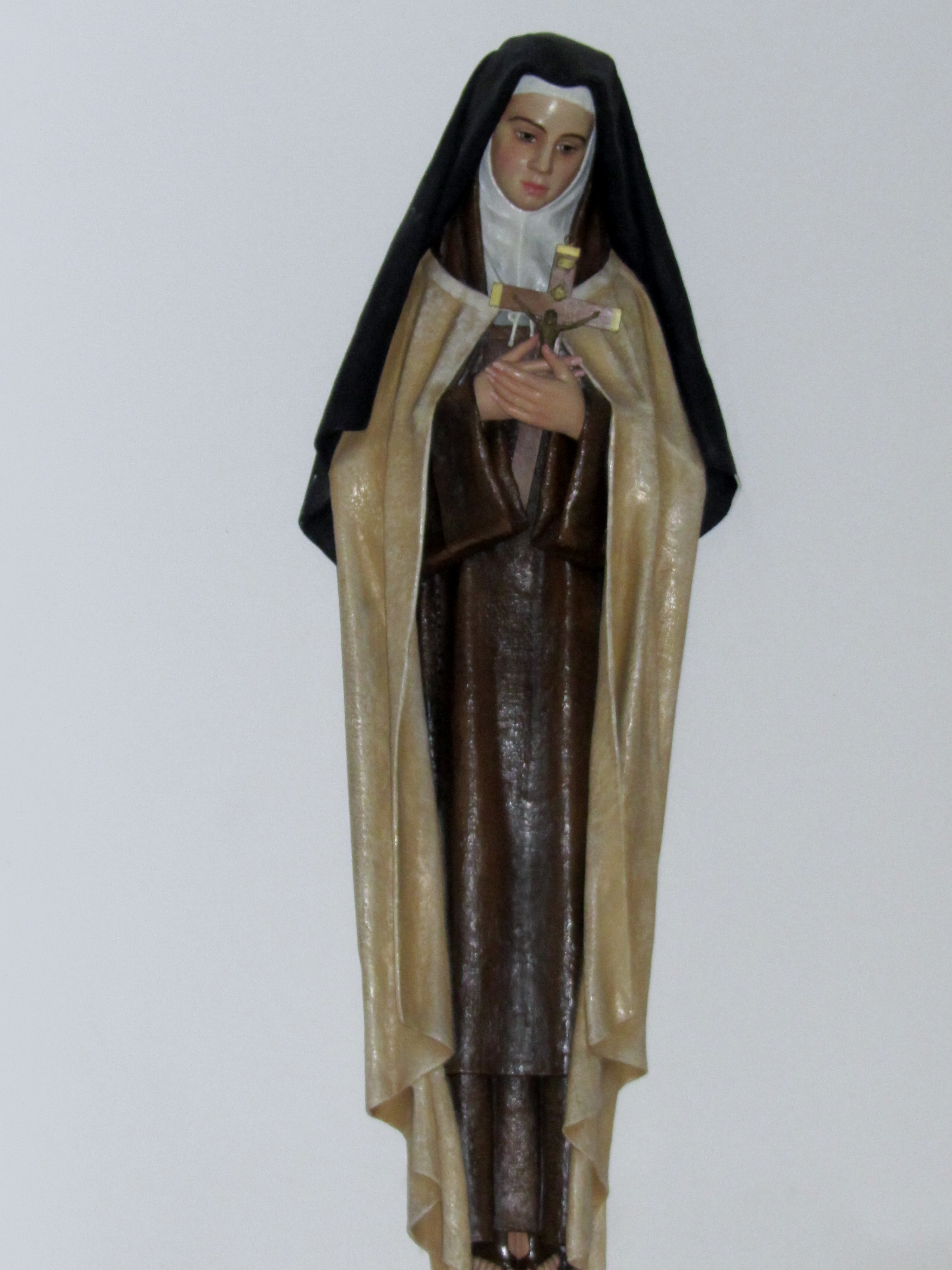
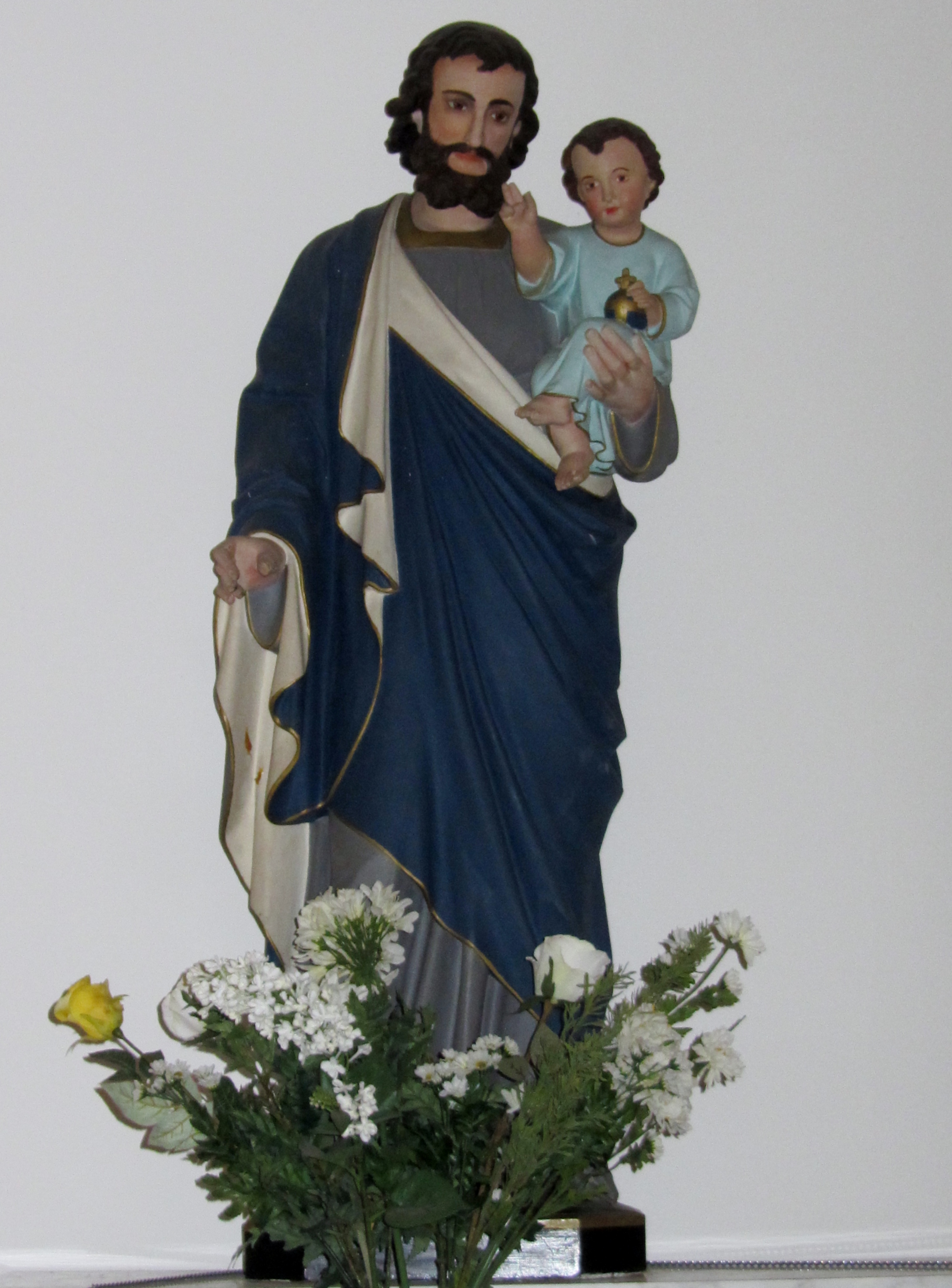
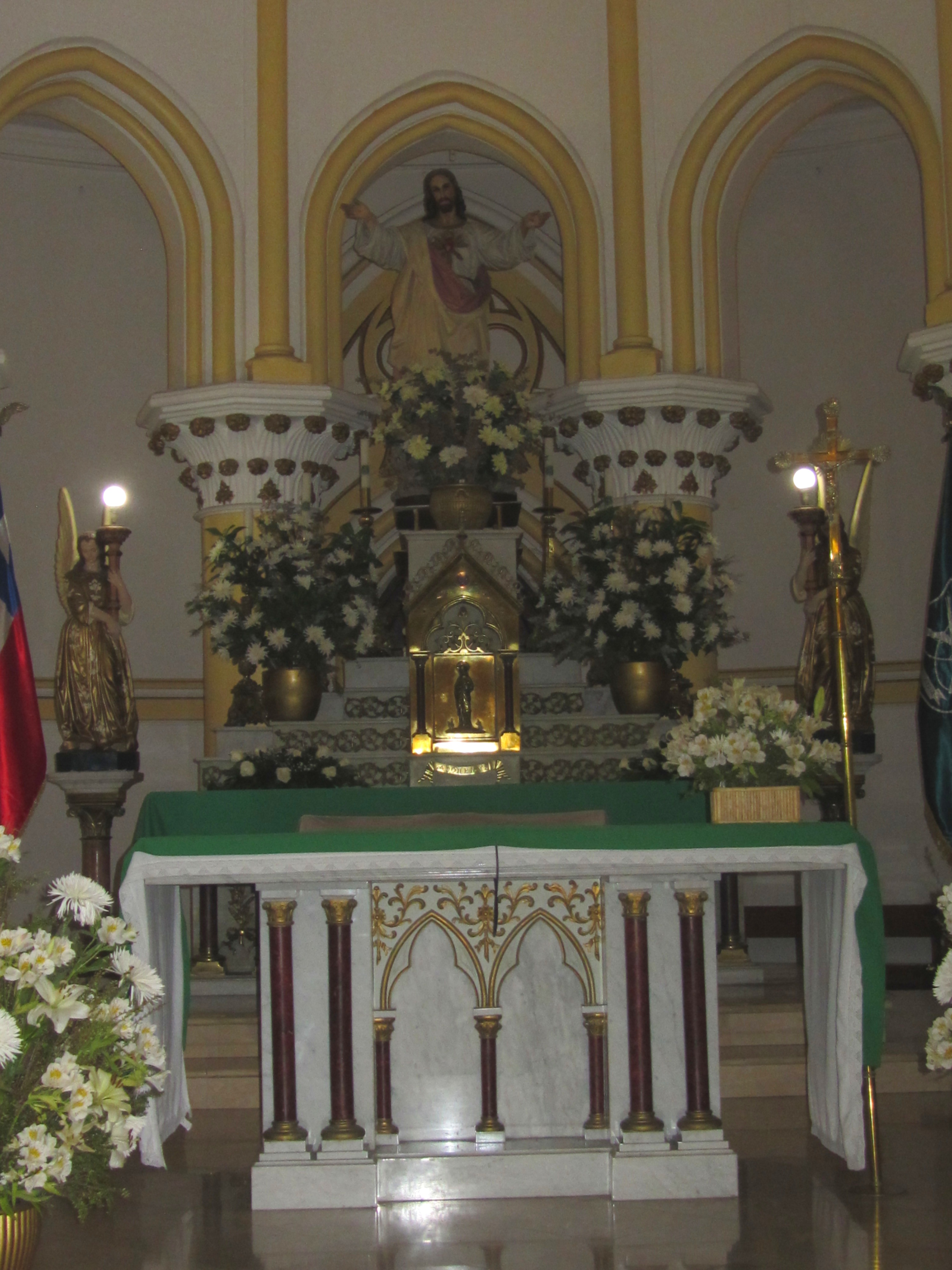
Altar
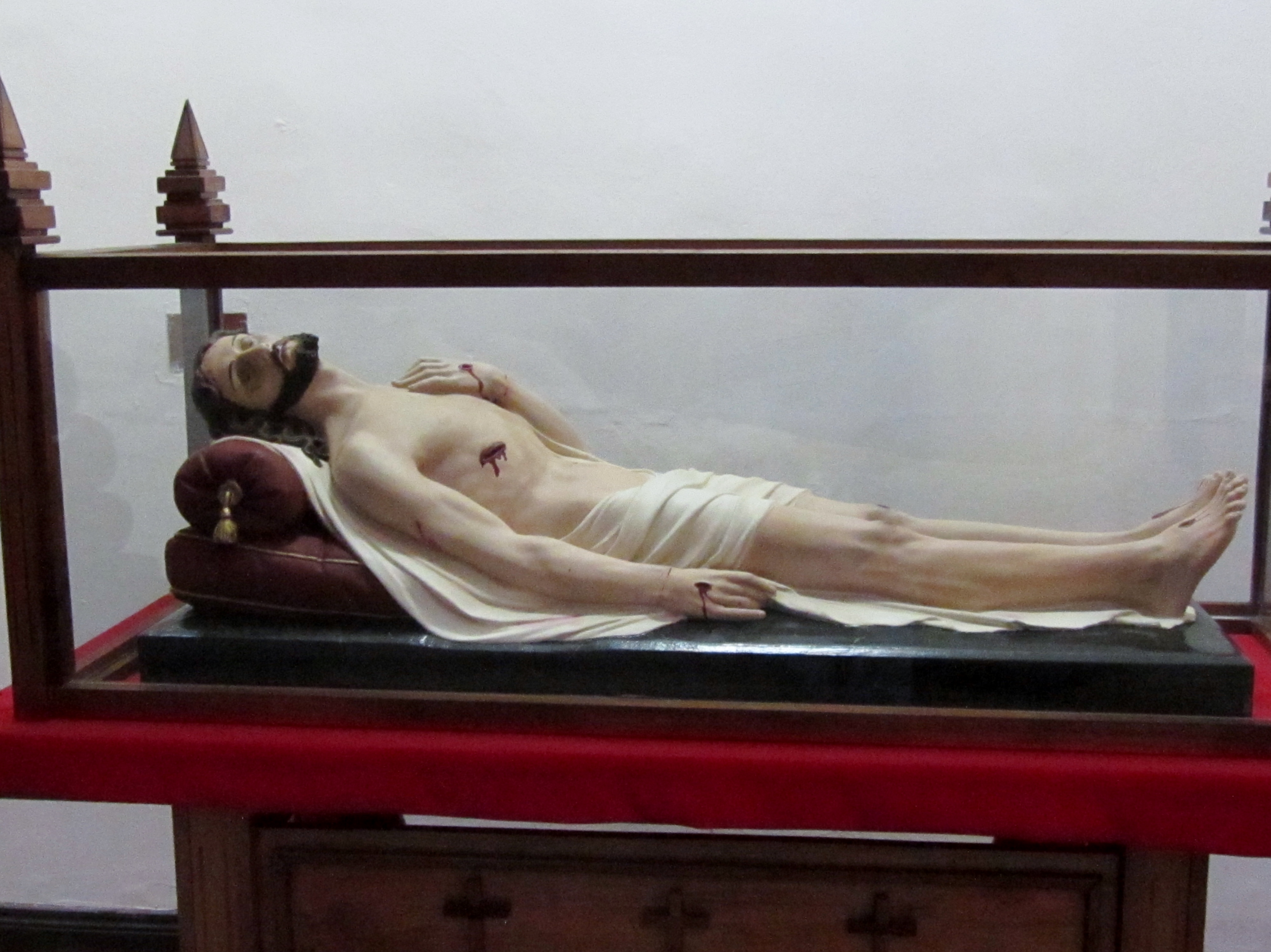
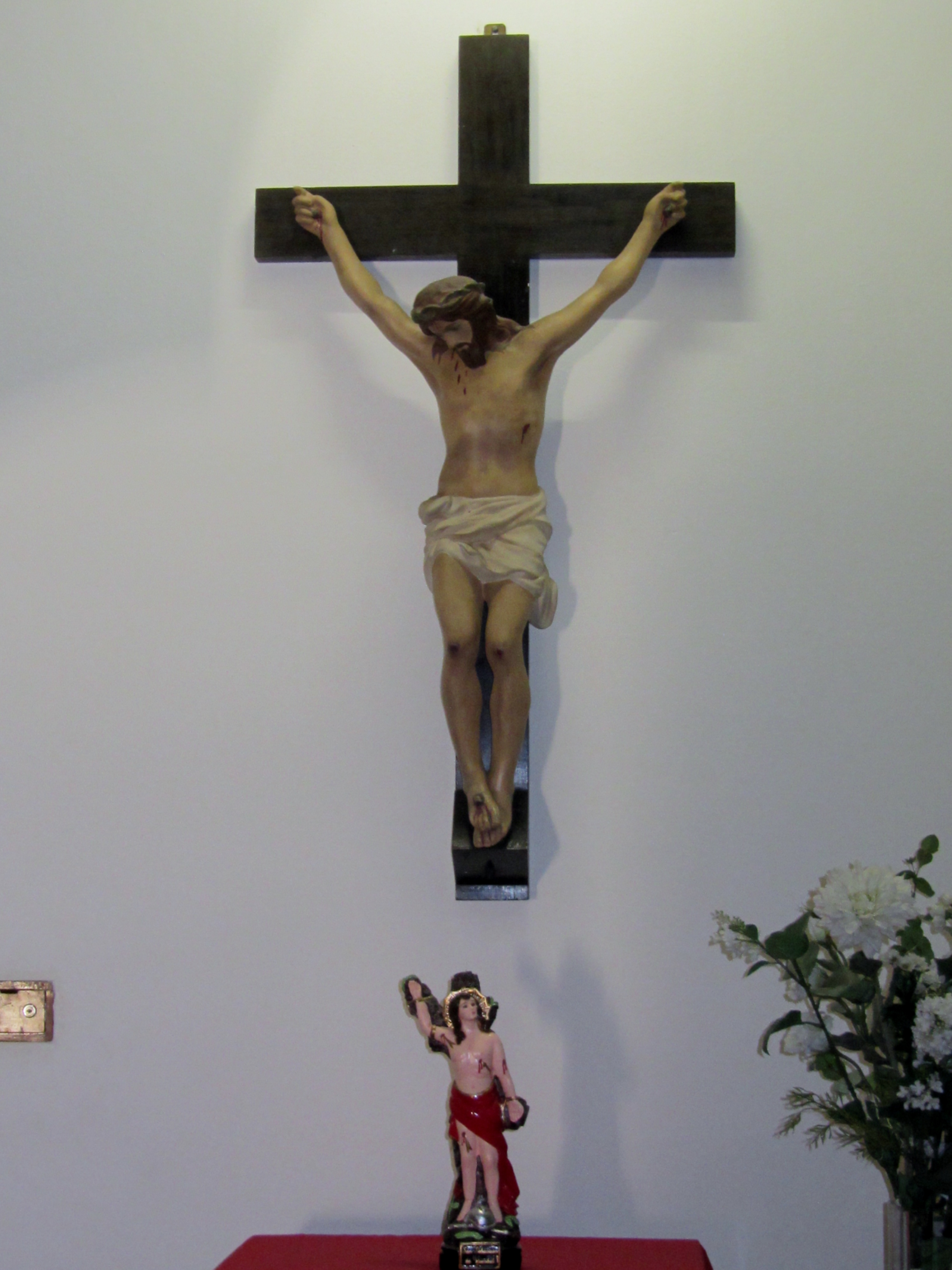
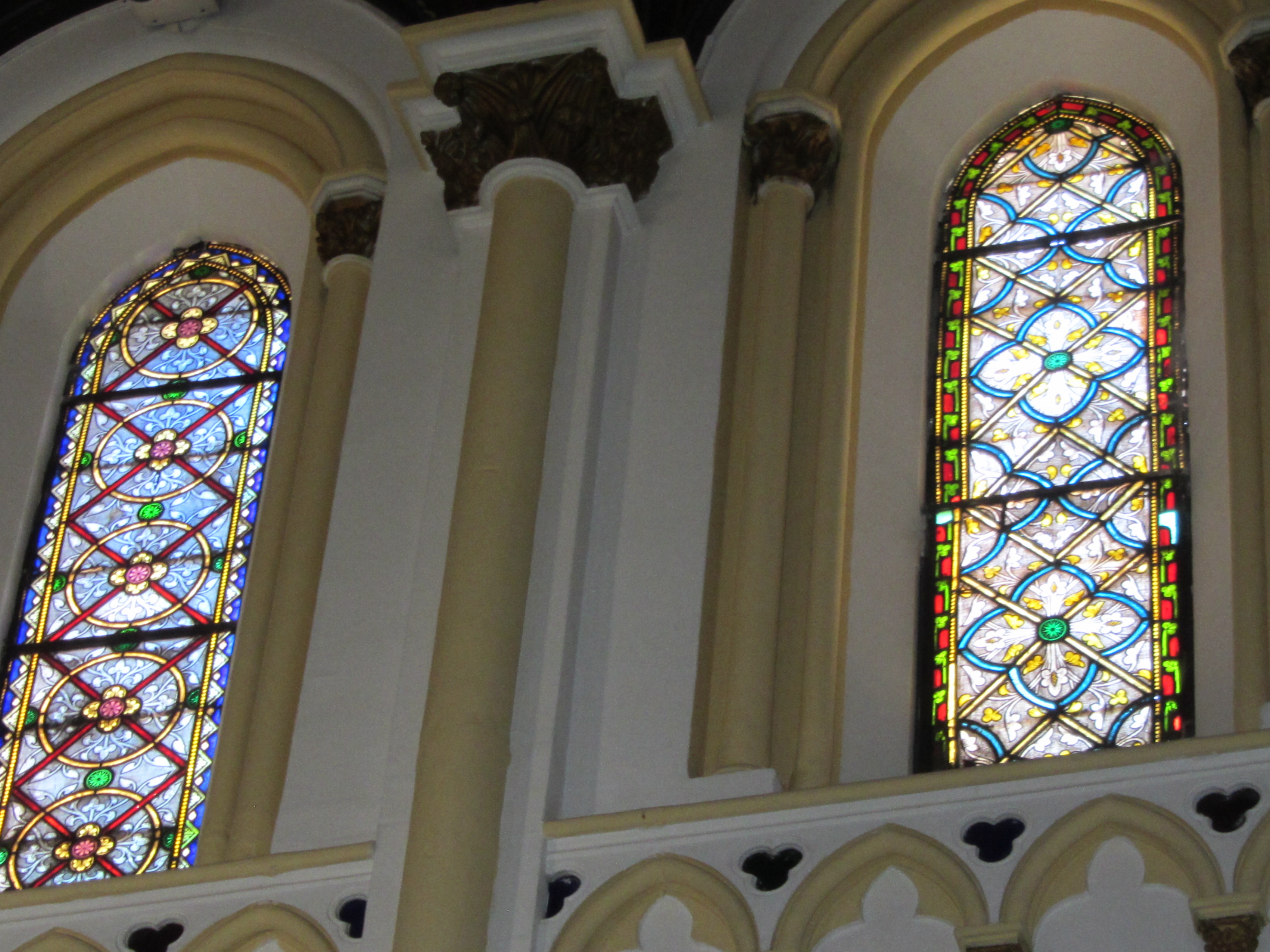
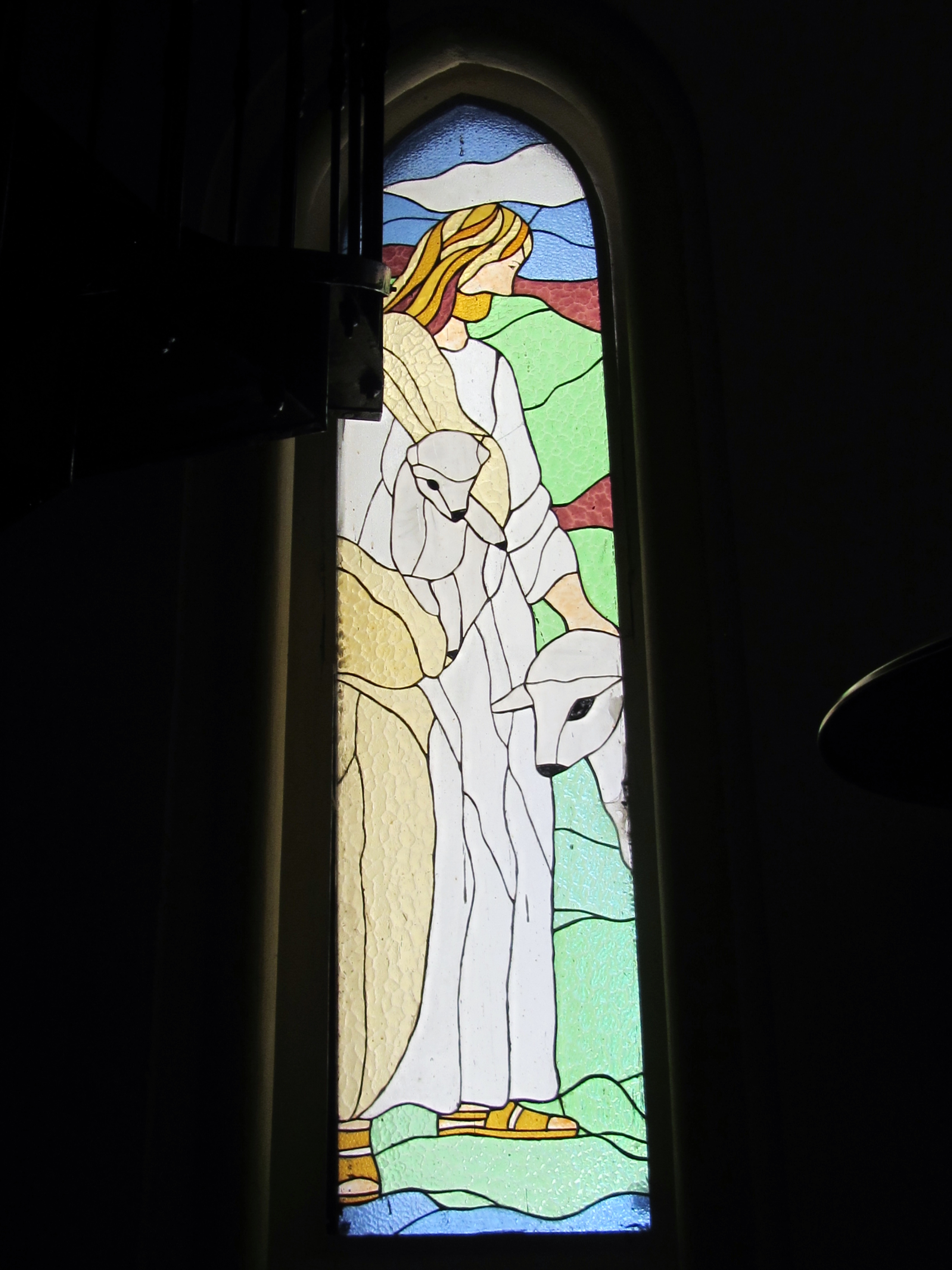
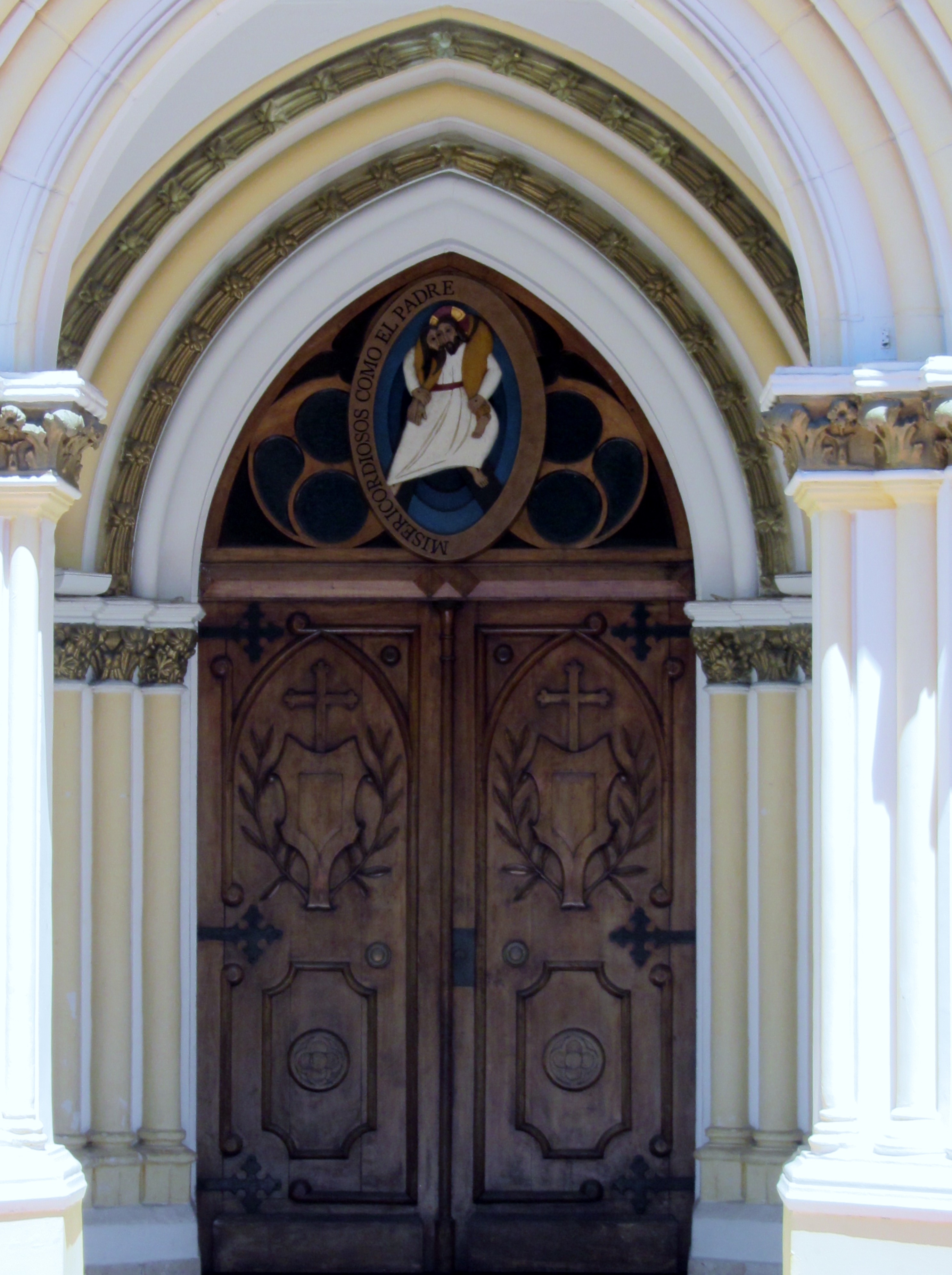
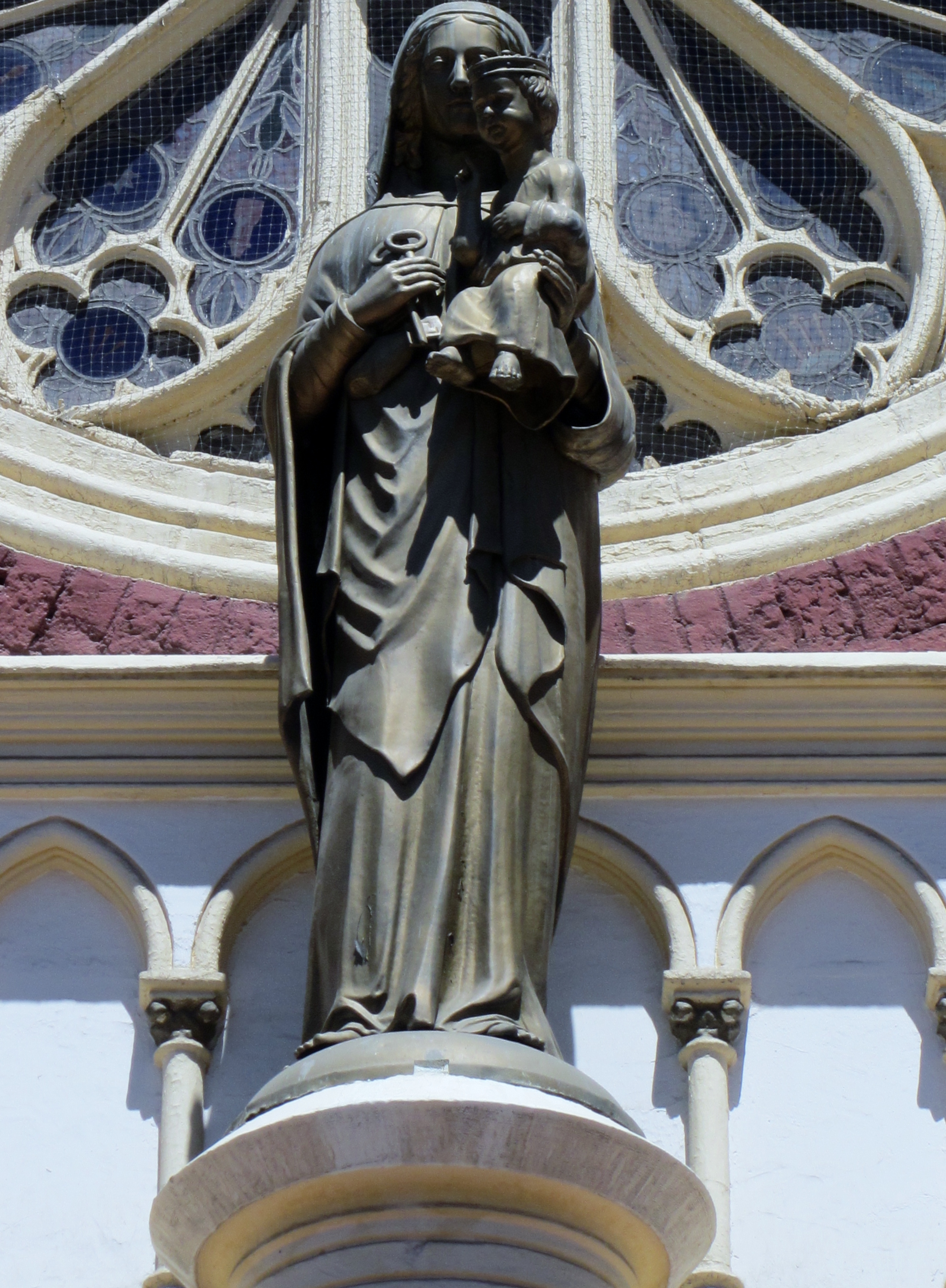
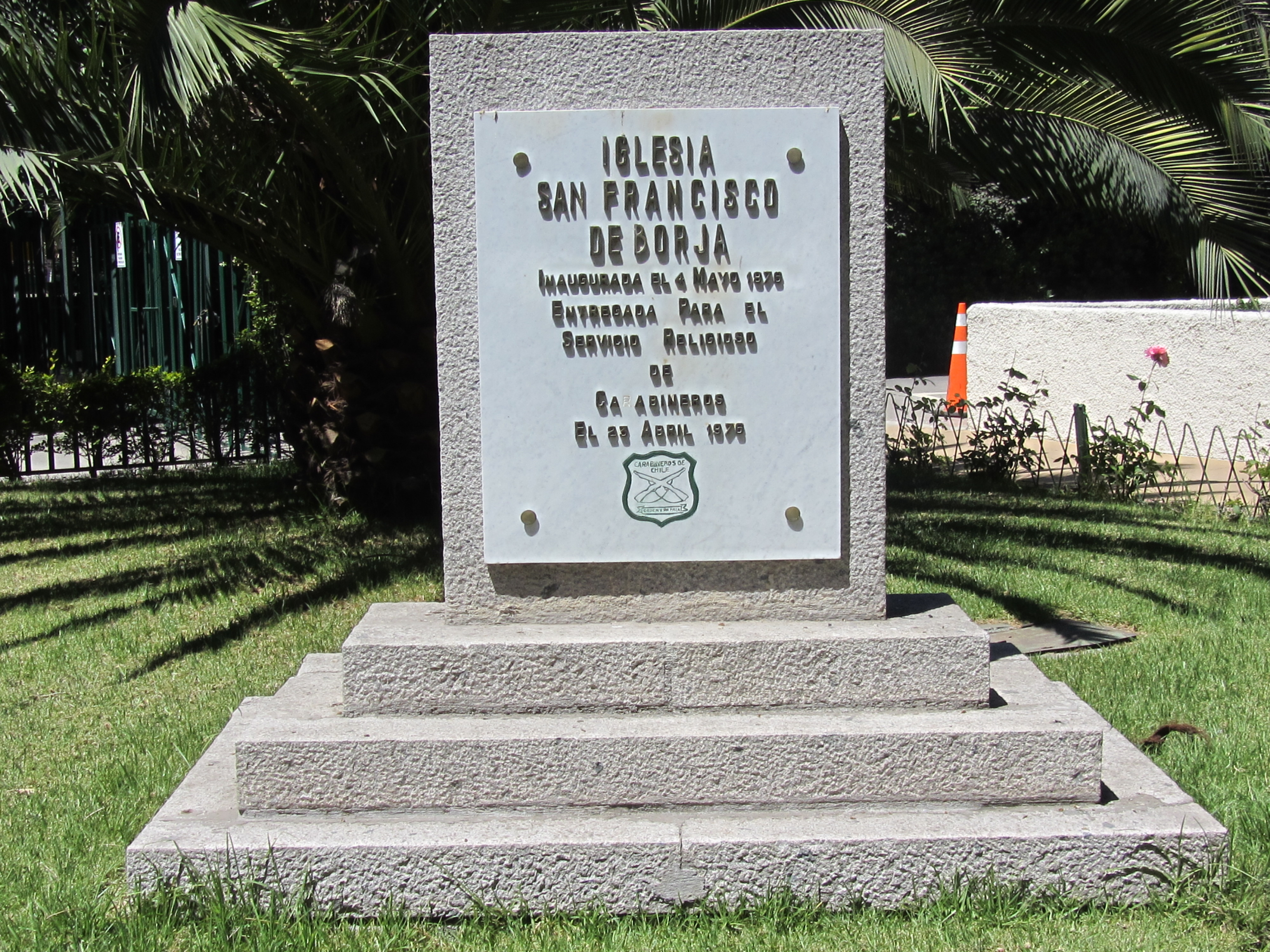